# توسل به میانه‌روی
در مغالطه میانه‌روی (به لاتین: argumentum ad temperantiam) پیشنهاد می‌شود که از بین دو دیدگاه مخالف، همیشه دیدگاه میانه و بینابین به عنوان دیدگاه درست، پذیرفته و برگزیده شود، بدون این که هیچ ملاک و معیار دیگری در این انتخاب مورد توجه قرار گیرد. این مغالطه از این‌جا ناشی می‌شود که انسان‌ها عموماً اعتدال و میانه‌روی را به معنای پرهیز از افراط و تفریط، معیاری در کنترل احساسات و عواطف و افعال در نظر می‌گیرند؛ اما منطق با این پیش‌فرض نادرست مخالف است و در استدلال‌های منطقی و علمی نیز هیچ‌گاه حد میانه معیار دقیق پذیرش نیست. اگر از دو دیدگاه، هیچ‌کدام درست نباشد، نمی‌توان دیدگاه میانه را به عنوان دیدگاه برتر پذیرفت؛ بلکه مطابقت با واقع شرط صدق یا کذب یک نظر یا دیدگاه است. البته توسل به میانه‌روی، تنها در صورتی مغالطه محسوب می‌شود که شخص مغالطه‌کار خواسته باشد تنها با تکیه بر همین حد میانه، سخن خود را اثبات کند.

## مثال‌ها
- مردم جزیره الف اعتقاد دارند که ۴=۲+۲ و مردم جزیره ب اعقاد دارند که ۶=۲+۲؛ باید راه میانه را انتخاب کرد یعنی ۵=۲+۲ که صحیح است.

نقد: گفته مردم جزیره الف مطابق با واقع است.
- تکثرگرایی به معنی این باور است که همه ادیان برحق‌اند و انحصارگرایی دینی به این معنی‌است که تنها یک دین بر حق است. این یک افراط و تفریط در ارزیابی ادیان است و راه و عقیده درست، راهی بین این دو افراط و تفریط است؛ به این معنی که پیروان هر دین، دین خود را برحق بدانند و علاوه بر آن بگویند، ادیان دیگر نیز به اندازه بهره‌ای که از دین ما برده‌اند، برحق‌اند.

نقد: بدون لحاظ کردن هیچ معیاری، صرفاً نظر میانه و بینابین بین دو نظر مخالف، الزاماً نظر درستی نخواهد بود.
- تجربه نشان می‌دهد که در تشکیلات نوپای دانشجویی، اجرای مقررات و قوانین خشک و خشن تشکیلاتی با روحیه جوان دانشجو نمی‌سازد و از طرف دیگر نمی‌توان تشکیلات را به صورت سلیقه‌ای و احساسی و بدون تعیین مسؤولیت‌ها و ضوابط سرپا نگه داشت؛ لذا من پیشنهاد می‌کنم روشی میانه برای اداره این‌گونه تشکیلات اتخاذ شود؛ یعنی تا حدودی مقرراتی و تا حدودی به صورت سلیقه‌ای و خودجوش عمل شود.

نقد: نه کاملاً حق و نه کاملاً باطل، بلکه امری بین این دو پیشنهاد شده‌است.
- در مورد روابط دو جنس مخالف با هم دیدگاه‌های متفاوتی وجود دارد. در برخی جوامع، حتی داشتن رابطه جنسی میان دختران و پسران به شرط وجود رضایت دختر، یک امر عادی‌است و جرم تلقی نمی‌شود. از سوی دیگر، در برخی جوامع حتی صحبت کردن دختران و پسران نیز از نظر فرهنگی، عملی ناشایست است. میانه‌روی و پرهیز از افراط و تفریط، ایجاب می‌کند که دختران و پسران رابطه‌ای در حد روابط علمی و فرهنگی با هم داشته باشند.

نقد: نویسنده الگوهای ارائه شده را از نظر منطقی رد نکرده‌است و تنها آن‌ها را به افراط و تفریط متهم ساخته؛ و نظر خود را نیز تنها با تکیه بر میانه‌روی مطرح نموده‌است.
- در مورد سقط جنین، نظرات متفاوتی وجود دارد، برخی به دنبال منع کامل آن هستند و برخی آن را لازم می‌دانند؛ بنابراین درست این است که در موارد محدودی اجازه سقط جنین داده شود تا از افراط و تفریط بر حذر باشیم.
- انجمن‌های کارگری، در این جریان ۲۰ درصد درآمدها را درخواست کرده؛ اما وزارت‌خانه تنها با ۱۰ درصد موافق است. بهتر نیست همه گروه‌ها به ۱۵ درصد رضایت دهند؟

## در عهد عتیق
و آن در زمانی‌است که دو زن به نزد سلیمان به جهت داوری رفتند.
- یکی از زنان گفت: سرور ما، من و این زن در یک خانه ساکنیم و در آن خانه با او زاییدم و روز سوم بعد از زاییدنم، این زن نیز زایید و ما با یک‌دیگر بودیم و کسی دیگر با ما در خانه نبود و ما هر دو در خانه تنها بودیم. و در شب، پسر این زن مرد زیرا که بر او خوابیده بود. و او در نیمه‌شب برخاسته، پسر من را آن‌گاه که کنیزت در خواب بود از پهلوی من گرفت و در آغوش خود گذاشت و پسر مرده خود را در بغل من نهاد. و بامدادان چون برخاستم تا پسر خود را شیر دهم، دانستم که مرده‌است؛ اما چون بر او نگاه کردم، دیدم که پسری نیست که من او را زاییدم. زن دیگر گفت: نه، بلکه پسر زنده از آن من است و پسر مرده از آن توست. و آن دیگر گفت: نه، بلکه پسر مرده از آن توست و پسر زنده از آن من‌است و در برابر پادشاه سخن می‌گفتند. پس پادشاه گفت: «این می‌گوید که این پسر زنده از آن من‌است و پسر مرده از آن توست و آن می‌گوید نه، بلکه پسر مرده از آن توست و پسر زنده از آن من‌است.» و پادشاه گفت: «شمشیری به نزد من آورید» و شمشیری را در برابر پادشاه آوردند. و پادشاه گفت: «پسر زنده را به دو حصه تقسیم نمایید و نصفش را به این و نصفش را به آن بدهید.» و زنی که پسر زنده از آن او بود، چون‌که دلش بر پسرش می‌سوخت به پادشاه گفت: سرورم، پسر زنده را به او بدهید و او را هرگز مکشید. اما آن دیگری گفت: «نه، از آن من و نه از آن تو باشد، بلکه به دو نیم تقسیم نمایید.» آن‌گاه پادشاه امر فرموده گفت: «البته پسر زنده را نکشید، بلکه به او بدهید زیرا که مادرش این است.»[۱]